# Vjatjeslav Pozdnjakov
Vjatjeslav Vladimirovitj Pozdnjakov (ryska: Вячеслав Владимирович Поздняков), född den 17 juni 1978 i Jaroslavl i Ryska SFSR i Sovjetunionen (nu Ryssland), är en rysk fäktare som tog OS-brons i herrarnas lagtävling i florett vid de olympiska fäktningstävlingarna 2004 i Aten.